# Беловский (Ставропольский край)
Бело́вский — хутор в Кочубеевском районе (муниципальном округе) Ставропольского края России.

## География
Расстояние до краевого центра: 51 км.
Расстояние до районного центра: 14 км.

## История
До 22 марта 1997 года хутор входил в Казьминский сельсовет. 22 марта 1997 года Закон Ставропольского края определил «Образовать в Кочубеевском районе Васильевский сельсовет с центром в хуторе Васильевский, включив в его состав выделенные из Казьминского сельсовета этого же района хутора Васильевский, Андреевский и Беловский».
До 16 марта 2020 года хутор входил в упразднённый Васильевский сельсовет.

## Население
| 1989 | 2002 | 2010 | 2014 |
| ---- | ---- | ---- | ---- |
| 393  | ↗491 | ↘456 | ↘400 |

По данным переписи 2002 года в национальной структуре населения преобладают русские (87 %).

## Инфраструктура
Медицинскую помощь оказывает фельдшерско-акушерский пункт.

## Культовые сооружения
В границах населённого пункта расположены 2 традиционных кладбища площадью 7400 м² и 4800 м².